# Taenaris psola
Taenaris psola är en fjärilsart som beskrevs av Brooks 1944. Taenaris psola ingår i släktet Taenaris och familjen praktfjärilar. Inga underarter finns listade i Catalogue of Life.